# HCi Burnie International II 2024 - Doppio femminile
Destanee Aiava e Naiktha Bains erano le detentrici del titolo, ma solo Aiava ha deciso di partecipare al torneo in coppia con Ella Simmons, venendo però elimate al primo turno da Kyōka Okamura e Ayano Shimizu.
In finale Tang Qianhui e You Xiaodi hanno sconfitto Ma Yexin e Alana Parnaby con il punteggio di 6–4, 7–5.

## Teste di serie
1. Priscilla Hon /  Kaylah McPhee (primo turno)
2. Kyōka Okamura /  Ayano Shimizu (quarti di finale)

1. Tang Qianhui /  You Xiaodi (campionesse)
2. Alexandra Osborne /  Jessy Rompies (primo turno)

## Tabellone

### Legenda
| - Q = Qualificato - WC = Wild card - LL = Lucky loser | - ALT = Alternate - SE = Special Exempt - PR = Protected Ranking | - w/o = Walkover - r = Ritirato - d = Squalificato |

|  | Primo turno | Primo turno         | Primo turno         | Primo turno | Primo turno |  |  | Quarti di finale | Quarti di finale    | Quarti di finale    | Quarti di finale | Quarti di finale |                  |    | Semifinali | Semifinali     | Semifinali     | Semifinali     | Semifinali     |   |   | Finale | Finale | Finale | Finale | Finale |  |
|  |             |                     |                     |             |             |  |  |                  |                     |                     |                  |                  |                  |    |            |                |                |                |                |   |   |        |        |        |        |        |  |
|  | 1           | P Hon K McPhee      | P Hon K McPhee      | 5           | 4           |  |  |                  |                     |                     |                  |                  |                  |    |            |                |                |                |                |   |   |        |        |        |        |        |  |
|  |             | A Ito S Saito       | A Ito S Saito       | 7           | 6           |  |  |                  | A Ito S Saito       | A Ito S Saito       | 6                | 6                |                  |    |            |                |                |                |                |   |   |        |        |        |        |        |  |
|  |             | Y Dang H-c Wu       | Y Dang H-c Wu       | 2           | 62          |  |  |                  | E Micic TN Smith    | E Micic TN Smith    | 3                | 3                |                  |    |            |                |                |                |                |   |   |        |        |        |        |        |  |
|  |             | E Micic TN Smith    | E Micic TN Smith    | 6           | 7           |  |  |                  |                     |                     |                  |                  |                  |    |            | A Ito S Saito  | A Ito S Saito  | 2              | 4              |   |   |        |        |        |        |        |  |
|  | 3           | Q Tang X You        | Q Tang X You        | 6           | 6           |  |  |                  |                     | 3                   | Q Tang X You     | Q Tang X You     | 6                | 6  |            |                |                |                |                |   |   |        |        |        |        |        |  |
|  |             | M Barry E Jones     | M Barry E Jones     | 4           | 1           |  |  | 3                | Q Tang X You        | Q Tang X You        | 6                | 6                |                  |    |            |                |                |                |                |   |   |        |        |        |        |        |  |
|  |             | B Gumulya Y Naito   | B Gumulya Y Naito   | 2           | 4           |  |  |                  | Y-w Ku M Kuramochi  | Y-w Ku M Kuramochi  | 3                | 3                |                  |    |            |                |                |                |                |   |   |        |        |        |        |        |  |
|  |             | Y-w Ku M Kuramochi  | Y-w Ku M Kuramochi  | 6           | 6           |  |  |                  |                     |                     |                  |                  |                  |    | 3          | Q Tang X You   | Q Tang X You   | 6              | 7              |   |   |        |        |        |        |        |  |
|  |             | Y Ma A Parnaby      | Y Ma A Parnaby      | 6           | 78          |  |  |                  |                     |                     |                  |                  |                  |    |            |                |                | Y Ma A Parnaby | Y Ma A Parnaby | 4 | 5 |        |        |        |        |        |  |
|  |             | Mi Mushika Hik Sato | Mi Mushika Hik Sato | 1           | 6           |  |  |                  | Y Ma A Parnaby      | 3                   | 7                | [10]             |                  |    |            |                |                |                |                |   |   |        |        |        |        |        |  |
|  |             | M Ercan P Hule      | 64                  | 7           | [10]        |  |  |                  | M Ercan P Hule      | 6                   | 64               | [4]              |                  |    |            |                |                |                |                |   |   |        |        |        |        |        |  |
|  | 4           | A Osborne J Rompies | 7                   | 63          | [8]         |  |  |                  |                     |                     |                  |                  |                  |    |            | Y Ma A Parnaby | Y Ma A Parnaby | Y Ma A Parnaby | 4              |   |   |        |        |        |        |        |  |
|  |             | J Fourlis K Swan    | J Fourlis K Swan    | 6           | 6           |  |  |                  |                     |                     | J Fourlis K Swan | J Fourlis K Swan | J Fourlis K Swan | 1r |            |                |                |                |                |   |   |        |        |        |        |        |  |
|  |             | M Joint T McGiffin  | M Joint T McGiffin  | 3           | 1           |  |  |                  | J Fourlis K Swan    | J Fourlis K Swan    | 6                | 6                |                  |    |            |                |                |                |                |   |   |        |        |        |        |        |  |
|  |             | D Aiava E Simmons   | D Aiava E Simmons   | 5           | 1           |  |  | 2                | K Okamura A Shimizu | K Okamura A Shimizu | 4                | 3                |                  |    |            |                |                |                |                |   |   |        |        |        |        |        |  |
|  | 2           | K Okamura A Shimizu | K Okamura A Shimizu | 7           | 6           |  |  |                  |                     |                     |                  |                  |                  |    |            |                |                |                |                |   |   |        |        |        |        |        |  |